# VM i bandy 1973
Verdensmesterskabet i bandy 1973 var det 8. VM i bandy gennem tiden, og mesterskabet blev arrangeret af Federation of International Bandy. Turneringen havde deltagelse af fire hold og blev afviklet i byerne Moskva og Krasnogorsk i Sovjetunionen i perioden 17. – 24. februar 1973.
Mesterskabet blev vundet af de forsvarende verdensmestre fra værtslandet Sovjetunionen, som gik ubesejret gennem turneringen, foran Sverige med Finland på tredjepladsen. Det var Sovjetunionens 8. VM-titel i træk, og den sovjetiske sejr var en del af en stime på 11 VM-guld i træk. Sverige vandt sølv- og Finland bronzemedaljer for tredje VM i træk.

## Resultater
De fire hold spillede en dobbeltturnering, så alle holdene mødte hinanden to gange. Sejre gav 2 point, uafgjorte 1 point, mens nederlag gav 0 point.
| Dato  | Kamp                    | Res.  | Spillested  |
| ----- | ----------------------- | ----- | ----------- |
| 17.2. | Finland – Sverige       | 4–5   | Krasnogorsk |
| 17.2. | Sovjetunionen – Norge   | 11–00 | Moskva      |
| 18.2. | Sverige – Norge         | 3–1   | Krasnogorsk |
| 18.2. | Sovjetunionen – Finland | 8–3   | Moskva      |
| 20.2. | Finland – Norge         | 3–2   | Krasnogorsk |
| 20.2. | Sovjetunionen – Sverige | 5–1   | Moskva      |
| 21.2. | Finland – Sverige       | 0–8   | Moskva      |
| 21.2. | Sovjetunionen – Norge   | 4–0   | Krasnogorsk |
| 23.2. | Sverige – Norge         | 4–1   | Krasnogorsk |
| 23.2. | Sovjetunionen – Finland | 3–0   | Moskva      |
| 24.2. | Finland – Norge         | 3–4   | Krasnogorsk |
| 24.2. | Sovjetunionen – Sverige | 1–0   | Moskva      |

| Plac. | Hold          | Kampe | + Mål − | Point |
| ----- | ------------- | ----- | ------- | ----- |
| 1.    | Sovjetunionen | 6     | 32-40   | 12    |
| 2.    | Sverige       | 6     | 21-12   | 8     |
| 3.    | Finland       | 6     | 13-30   | 2     |
| 4.    | Norge         | 6     | 08-28   | 2     |